# Oekolampad-Kirche

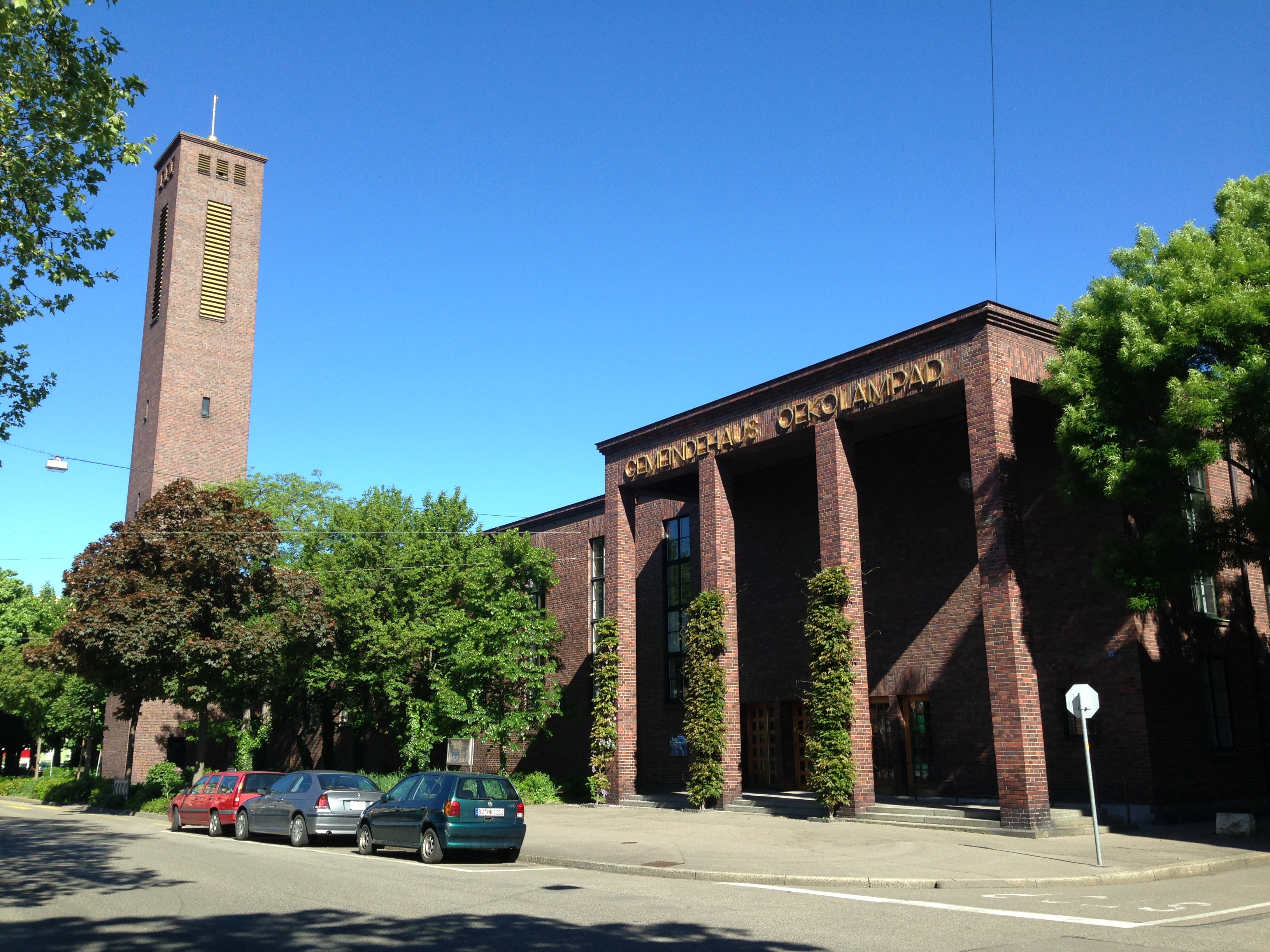
Oekolampad-Kirche

Das Gemeindehaus Oekolampad (im Volksmund schlicht das Oek) ist eine seit 2011 umgenutzte evangelisch-reformierte Kirche in der Stadt Basel.
Die Kirche befindet sich im Stadtteil Gotthelf am Allschwilerplatz und gehörte zur Gemeinde Oekolampad, die 2010 in der Kirchgemeinde Basel-West aufging. Sie ist nach dem Basler Reformator Johannes Oekolampad benannt; Bis vor wenigen Jahren erinnerte eine am Eingang angebrachte Tafel an ihn und eine später angebrachte Tafel auch an seine Gattin Wibrandis Rosenblatt. Die Reliefs von Johannes Oekolampad und Wibrandis Rosenblatt sind seit der Eröffnung des neuen Gemeindehauses Oekolampad 2024 als Bodenplatte unterhalb des Portikus' öffentlich zugänglich.
Das Gebäude mit angrenzendem Pfarrhaus wurde von den Architekten Emil Bercher und Eugen Tamm entworfen und in Klinkerbauweise errichtet. Der zu einem nicht unerheblichen Teil aus Spenden der Gemeindemitglieder finanzierte Bau wurde 1931 eingeweiht. Das Gebäude steht unter Denkmalschutz.
In der Kirche findet der alljährlich wiederkehrende Basar der Anglican Church Basel statt.
Von 1931 bis zum Frühjahr 1946 wirkte Walter Lüthi als Pfarrer an der Oekolampad-Kirche. Im Zeichen der Bedrohung des Zweiten Weltkrieges förderte er ein grosses Zusammengehörigkeitsgefühl in der Gemeinde.
Am 18. Dezember 2011 wurde der letzte Gottesdienst in der Kirche gefeiert. Das Gebäude wurde 2020 von der Wibrandis Stiftung gekauft. Die Transformation zu einem Zentrum für soziale und kulturelle Angebote wurde nach Plänen des Basler Architekturbüros Vécsey*Schmidt Architekt*innen umgesetzt. Das Gemeindehaus Oekolampad ist seit 2024 das Zuhause für die gemeinnützigen und kulturellen Organisation AMIE Basel, Basler Wirrgarten, KALEIO (Das Magazin für Mädchen (und den Rest der Welt)), Quartierzentrum Oekolampad und das Vorstadttheater Basel. In der ehemaligen Weinsbergstube im Erdgeschoss, die bis in die 1970er-Jahre als Postfiliale genutzt wurde, befindet sich das Bistro Rosa.